# Heterospilus megalopus
Heterospilus megalopus är en stekelart som beskrevs av Marsh 1982. Heterospilus megalopus ingår i släktet Heterospilus och familjen bracksteklar. Inga underarter finns listade i Catalogue of Life.